# Fortezza di Sansepolcro
La Fortezza di Sansepolcro, detta anche Fortezza Medicea, è una costruzione militare realizzata a Sansepolcro da Giuliano da Sangallo per volontà dei Medici agli inizi del sedicesimo secolo.

## Storia e descrizione
L'architetto operò inglobando nella struttura un borgo fortificato realizzato nel XIV secolo dai Malatesta attorno ad un cassero medievale, la Rocca di Sant'Angelo, a sua volta sorto sui resti di una torre romana.
Giuliano da Sangallo fu incaricato della costruzione della Fortezza di Sansepolcro intorno al 1500 dai Dieci di Balia della Repubblica Fiorentina. I lavori iniziarono con tutta probabilità tra la fine del 1502 e gli inizi del 1503. Come si evince dalle foto aeree, la Fortezza è incastonata in un angolo della cinta muraria della città: ha una forma pressoché quadrata, con agli angoli quattro puntoni di diversa dimensione che, con la loro tipica forma “a cuore”, identificano il modus operandi del Sangallo.
Come detto tuttavia la struttura è stata ricavata su una preesistenza e risulta quindi solo in parte opera di Giuliano da Sangallo: si tratta infatti di una costruzione che si è andata via via stratificando nel tempo, soprattutto per adattarsi alle nuove e più evolute tecniche militari. Attorno alla fortificazione era presente (ed è ben visibile almeno su di un lato) un largo fossato che isolava completamente la fortezza dalla città e che è stato in larga parte interrato.
Puntoni: Una delle prime e più esatte descrizioni dei nomi dei puntoni ci viene fornita dal Ramponi: quello del Belvedere, che è il più grande di tutti; quello di Santa Maria, interno alla città; e quelli di San Casciano e San Leo dalla parte opposta. Proprio da quest'ultima parte è da sottolineare il forte ridimensionamento del rivellino, che verrà in buona parte distrutto per far passare la Statale Tiberina, costretta fra la Fortezza e l'antistante ex stabilimento della Buitoni, riqualificato e destinato ad altro uso.
Porte: ci sono poi le porte esterne della fortezza, sono tre, di cui una pedonale, una carraia e una inagibile. Entrando all'interno dalla prima porta ci si rende subito conto del fatto che la quota interna del piano di calpestio è più alta di oltre 2 metri rispetto al piano stradale esterno, come se la parte interna della fortezza fosse stata riempita di terra.
La porta carraia non trova corrispondenza nel passato ed è stata probabilmente realizzata a metà ‘800, quando la Fortezza venne trasformata in una grossa fattoria agricola. La terza porta, infine, è forse la più interessante, nascosta com'è dietro l'orecchione del puntone di San Leo: era dotata sicuramente di un ponte levatoio e risulta antecedente alla costruzione che la circonda, quindi precedente alla fortificazione così come la vediamo. All'interno della cinta muraria principale è poi ben visibile la preesistenza medievale di cui dicevamo prima: sia dalla presenza di una porta interna dotata anch'essa di ponte levatoio sia dalla struttura muraria si evince che il Sangallo attaccò le mura della propria struttura a questa struttura antecedente.
Fino alla prima metà del '700 la Fortezza non subì grandi mutamenti quando poi, sotto i Lorena, venne smantellata dei suoi armamenti, che furono trasportati a Firenze, presso la Fortezza da Basso. Nel 1754 la struttura militare non più necessaria alla difesa viene concessa “a livello” (una specie di affitto) a Francesco Alberti, provveditore della Fortezza stessa. Nel 1842 la concessione livellaria passa ai Collacchioni, famiglia nobile (a fine '800 ci fu anche un Collacchioni Senatore della Repubblica Italiana) che disponeva di vari possedimenti anche a Pieve Santo Stefano, che utilizzano e trasformano i vari ambienti ad uso di fattoria per la loro azienda agricola. Nel 1904 Marco Collacchioni affranca il livello e con delibera comunale la Fortezza diviene un bene privato. Nel frattempo ci fu anche una prelazione ma l'allora Regno italiano decise di non acquistare il manufatto.

## I quattro Puntoni

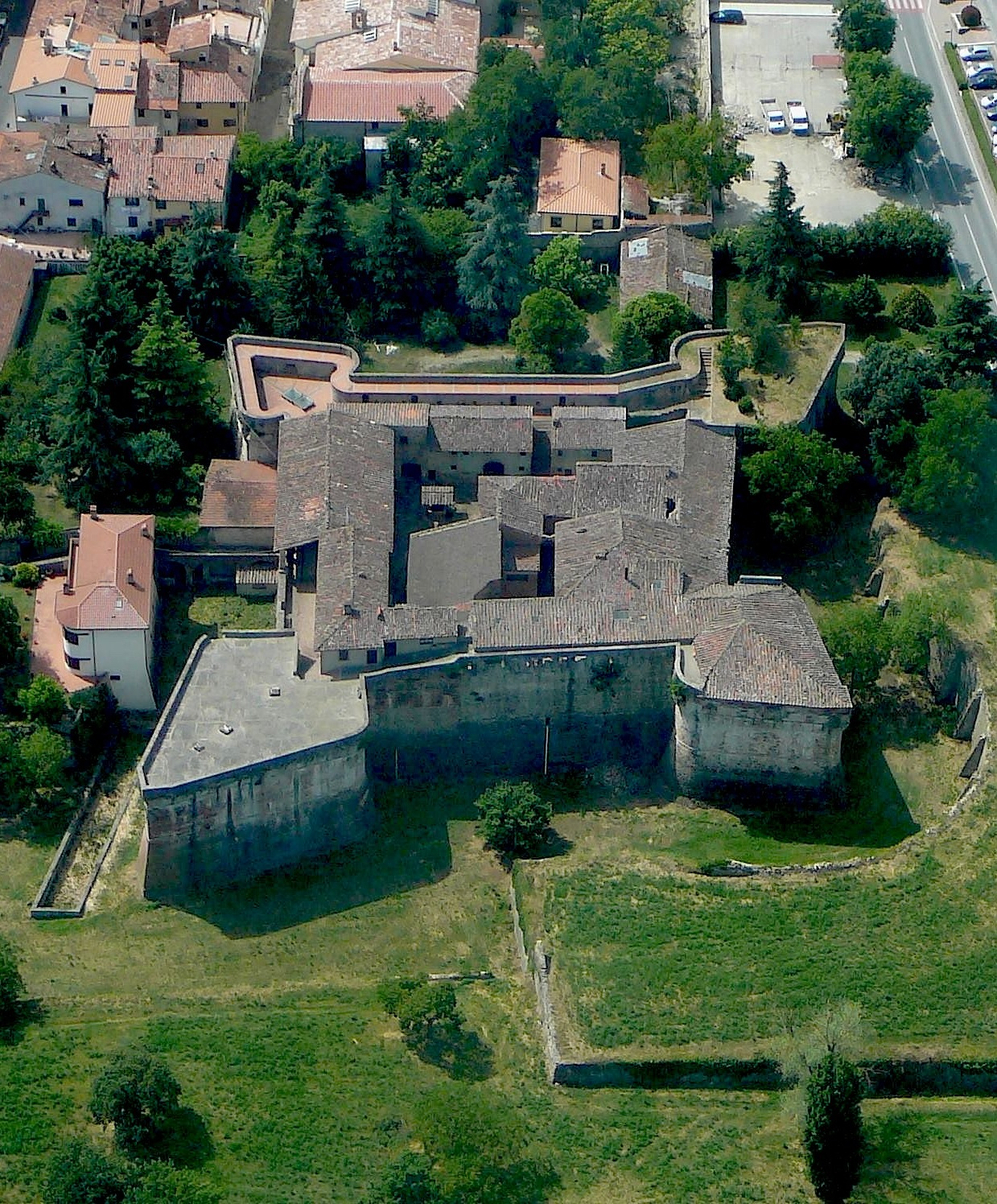
I quattro puntoni "a cuore" tipici del Sangallo

## I quattro Puntoni[3]

### Puntone di Santa Maria
Il puntone di Santa Maria è quello che guarda verso la città ed è forse uno dei più belli, è visibile solo in parte in quanto il fossato antistante è stato riempito dalla terra. In questo puntone è ben visibile e di grande interesse quella che fu un'invenzione tecnica di grande rilievo di Giuliano da Sangallo, la bocca di volata per la difesa radente, inserita nell'orecchione e quindi poco visibile al nemico assalitore ma di grande efficacia. All'interno del puntone erano poi disposte, su due livelli differenti, le cannoniere. Le varie cannoniere – e quindi i vari puntoni – erano collegati tra loro da strategici corridoi che correvano tutto intorno alla fortezza.
Oltre a velocizzare gli spostamenti pedonali al proprio interno questi collegamenti espletavano una funzione indispensabile, essendo al contempo gallerie di contromina, tecnica di difesa militare inventata dallo stesso Sangallo, un vero sperimentatore in questo ambito. Nei lati del puntone sono ben visibili un foro tondo con corrispondente feritoia verticale: il primo serviva per mettere fuori la canna del fucile (o per posizionare la piccola artiglieria), mentre la feritoia verticale veniva utilizzata per prendere la mira o per traguardare un punto in cui si voleva sparare.
Ma la struttura della cinta muraria e del puntone ci svela anche un'altra cosa importante: che mentre la parte inferiore della muratura è senz'altro opera del Sangallo, la parte superiore al livello delle cannoniere è senz'altro posteriore, dato che le tecniche di attacco – e quindi di difesa – erano andate mutando e ci si doveva quindi adattare velocemente nelle costruzioni militari che erano preposte alla difesa di una città. Le architetture militari erano infatti concepite in funzione delle artiglierie e viceversa e quindi in questo periodo assistiamo ad un continuo inventare, provare, progettare soluzioni nuove che ovviamente invecchieranno in pochissimo tempo.

### Puntone di San Leo
Il puntone di San Leo è indubbiamente uno dei più interessanti e ci permette di comprendere appieno anche la struttura interna degli altri: al centro infatti, ben visibile da una pianta aerea, c'è un grosso foro circolare che attraversa verticalmente tutta la struttura. Questo foro non è altro che un camino per i fumi di volata delle artiglierie che erano ivi posizionate, ai vari piani. Data la grandezza del camino anche i cannoni dovevano avere un grosso calibro, soluzione questa adottata probabilmente in un'epoca successiva all'intervento del Sangallo.

### Puntone di San Casciano
È indubbiamente uno dei più belli, anch'esso con la caratteristica forma a cuore tipica del Sangallo; la parte superiore è stata ricoperta quasi totalmente da un tetto. La cannoniera di questo puntone dà l'idea della perfezione tecnica e stilistica del Sangallo che, dal momento che stava operando in questo caso all'esterno delle mura della città, si trovava evidentemente in una situazione ben più esposta agli attacchi nemici e fu così che ideò e realizzò qui una nuova forma interna delle cannoniere, poi adottate successivamente. Tutto quello che veniva realizzato dal Sangallo era insomma non solo di ottima fattura, ma di grande efficacia funzionale.

### Puntone del Belvedere

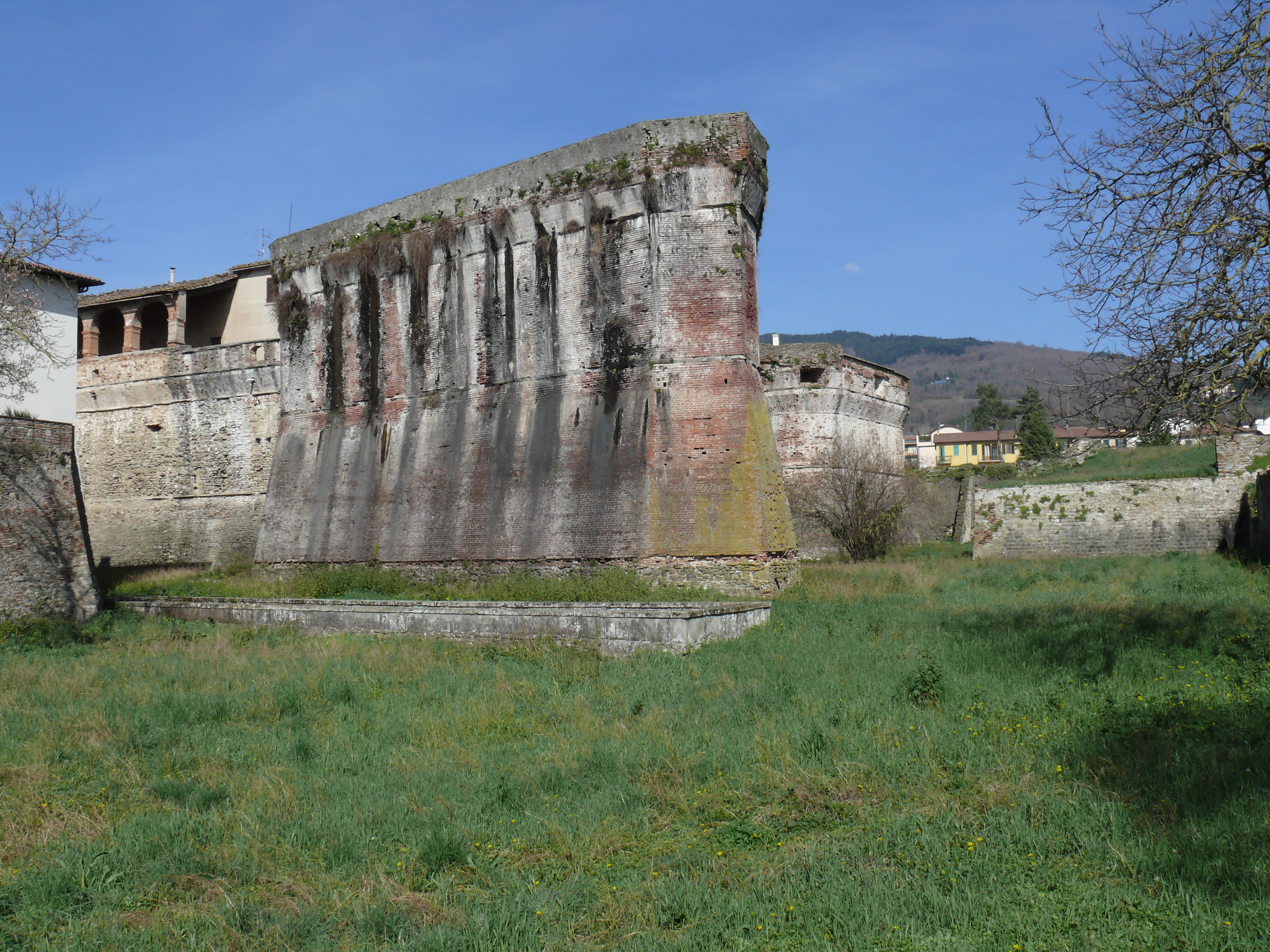
Puntone del Belvedere

È il più grande dei quattro ed ha una struttura molto diversa dagli altri, con proporzioni di gran lunga maggiori. Dalla parte più alta del puntone, che è una terrazza panoramica, si può dominare la vista di tutta la città di Sansepolcro e dell'intera Vallata antistante.
Le dimensioni grandiose, che spostano in qualche modo da questo lato l'intera struttura, fanno pensare che si tratti di un intervento posteriore a quello del Sangallo. Sono molto grandi anche le bocche di volata delle cannoniere esterne e questo ulteriore elemento fa presupporre appunto che si tratti di un intervento successivo, probabilmente dell'Alberti, proprio in considerazione delle rinnovate esigenze difensive che, per adattarsi alle nuove tecniche di assalto, imponevano nuove soluzioni di difesa.
Dobbiamo infatti in tal senso ricordare che Sansepolcro rappresentava l'estremo confine del Granducato di Toscana, confinante a sud con quello Stato della Chiesa che in quel periodo aveva al pontificato un Papa della famiglia dei Medici. Ciò significa che questa risistemazione era data da motivi contingenti che tuttavia non richiedevano con urgenza una nuova costruzione, bensì un riadattamento di una costruzione preesistente, come di fatto è avvenuto col Puntone del Belvedere. L'unico puntone a non ricevere sostanziali modifiche fu proprio quello di Santa Maria, che essendo all'interno della città e delle mura aveva minori esigenze difensive. Il puntone del Belvedere si trovava invece in posizione frontale rispetto alla vasta pianura antistante ed era quindi esposto anche al tiro di infilata delle eventuali artiglierie nemiche; anche per questo venne protetto da un enorme rivellino.

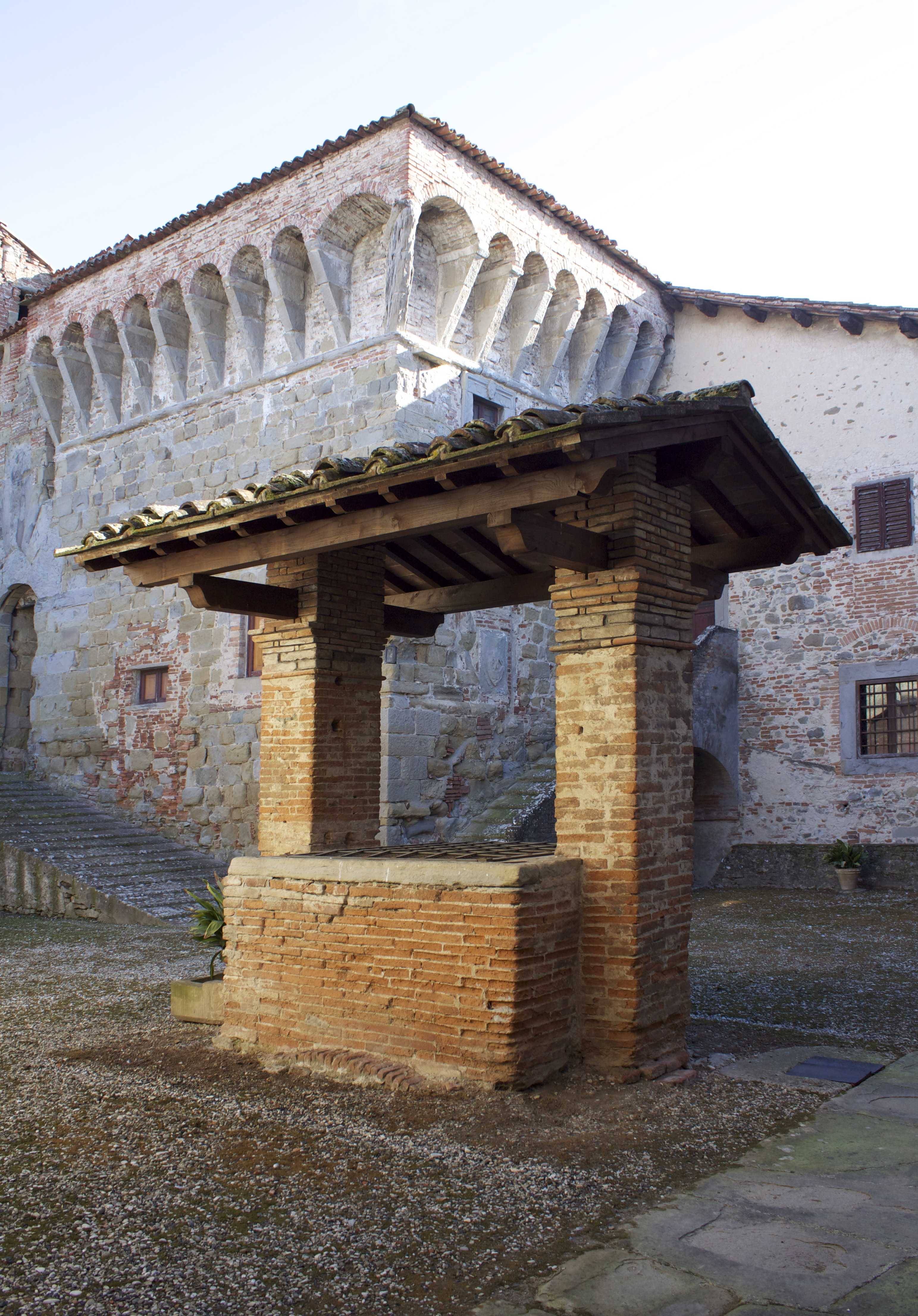
Pozzo nel cortile interno della Fortezza

Questo rivellino di notevoli dimensioni, che proteggeva tutto il perimetro esterno della struttura, subì un drastico ridimensionamento nei decenni scorsi, quando fu deciso da parte dell'amministrazione comunale di allora di far passare di qui la strada statale (via Tiberina) che andava verso sud. Questo ha comportato la distruzione di gran parte del pregevole manufatto, senza che fosse tenuto nel necessario conto il suo valore architettonico e storico.

## L'interno della Fortezza
Internamente la Fortezza di Sansepolcro ha un delizioso cortile con al centro un pozzo molto profondo.
Da questa piccola piazza, nascosta allo sguardo esterno, si ha come l'impressione di trovarsi all'interno di un piccolo borgo autosufficiente, una città in miniatura che era appunto in grado di autosostenersi, proprio per resistere agli attacchi nemici e agli assedi.
La Fortezza di Sansepolcro, essendo proprietà di privati, è oggi chiusa al pubblico, ma all'interno il tempo sembra essersi fermato e tutto è rimasto come era, grazie anche agli interventi manutentivi che gli stessi proprietari conducono all'occorrenza, nell'interesse della conservazione del manufatto.

## Galleria d'immagini

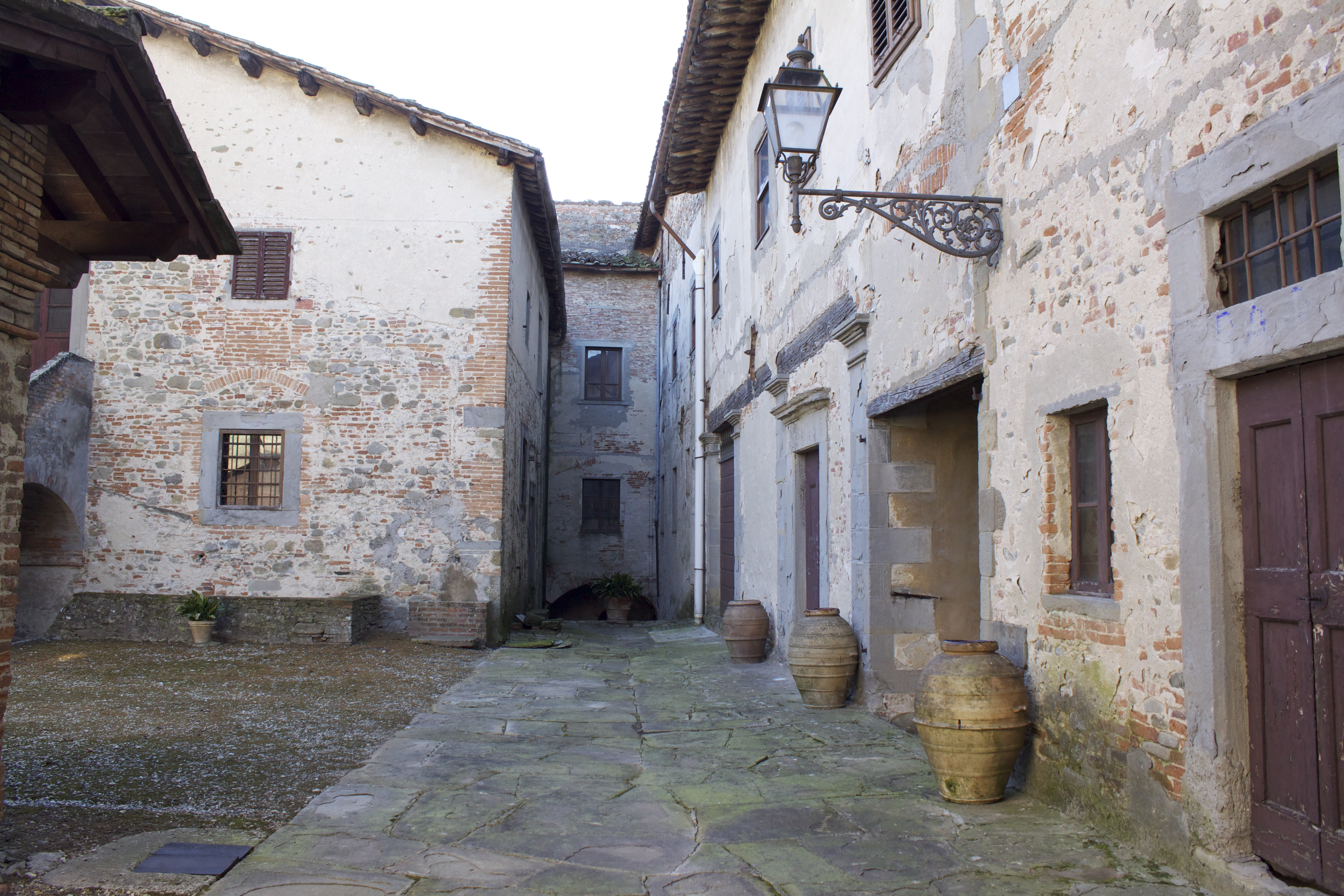
Cortile interno della Fortezza di Sansepolcro
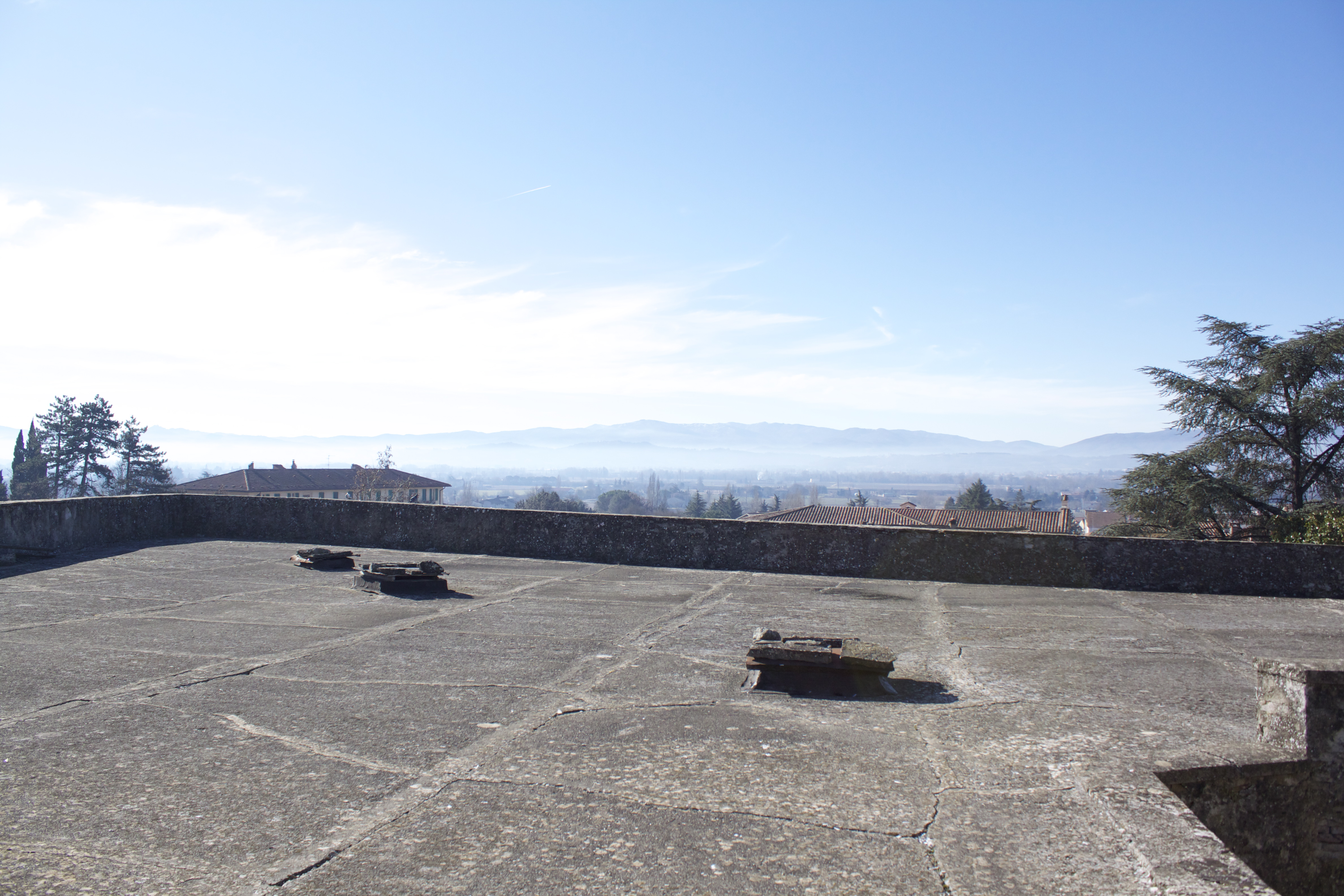
Terrazza panoramica superiore del Puntone del Belvedere
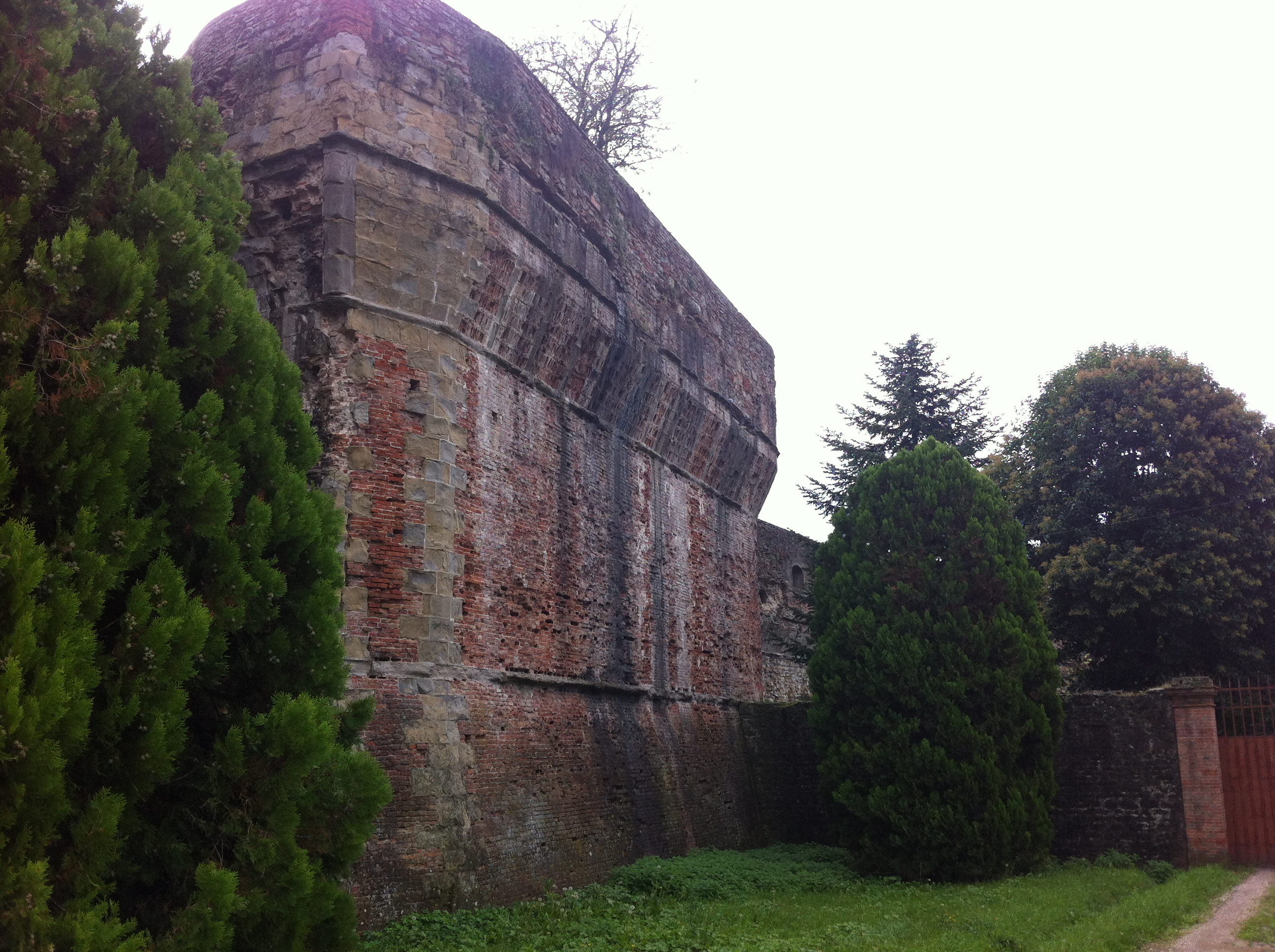
Puntone di San Leo
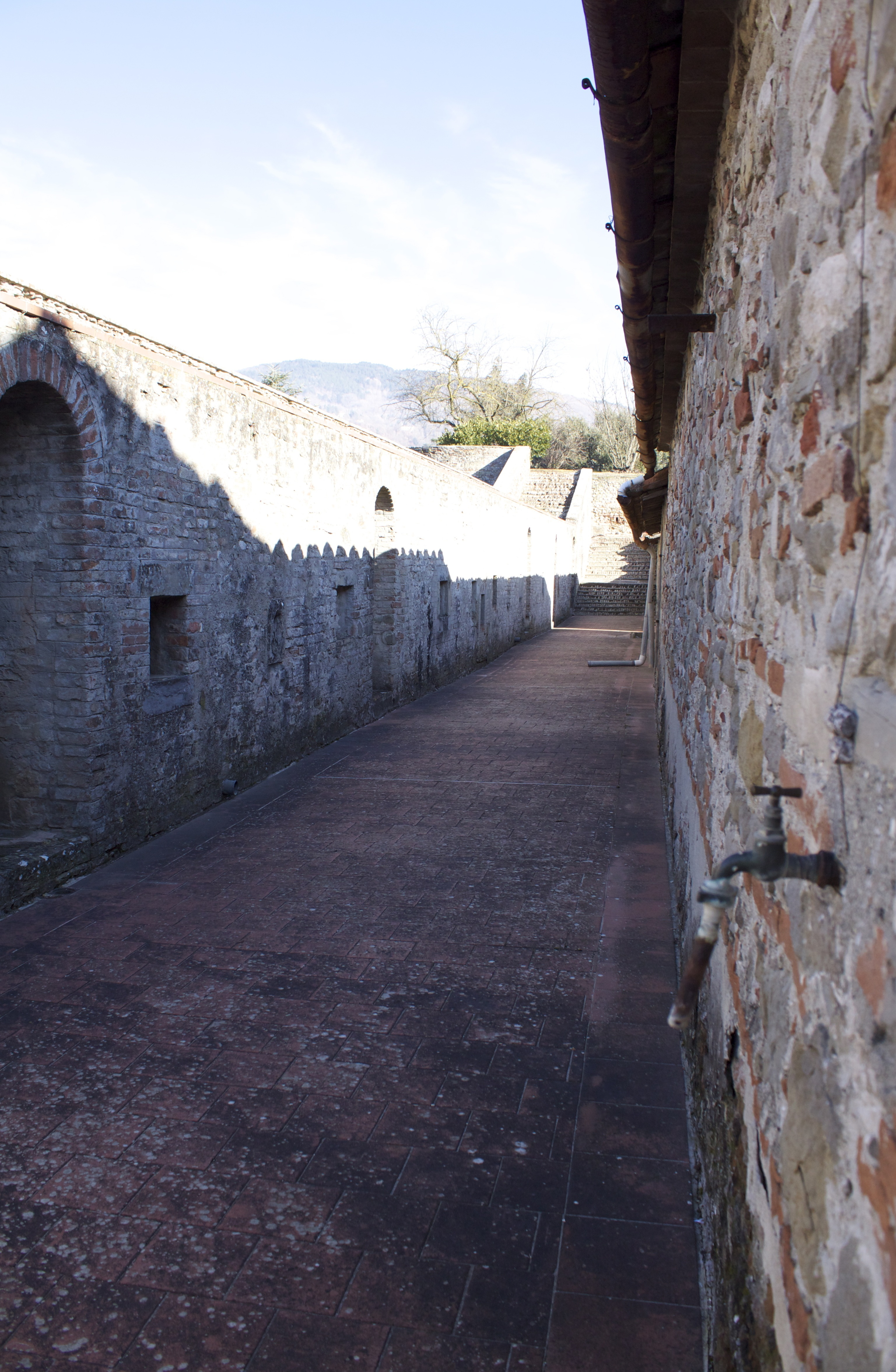
Camminamenti interni della Fortezza, con cui i soldati si spostavano tra un puntone e l'altro
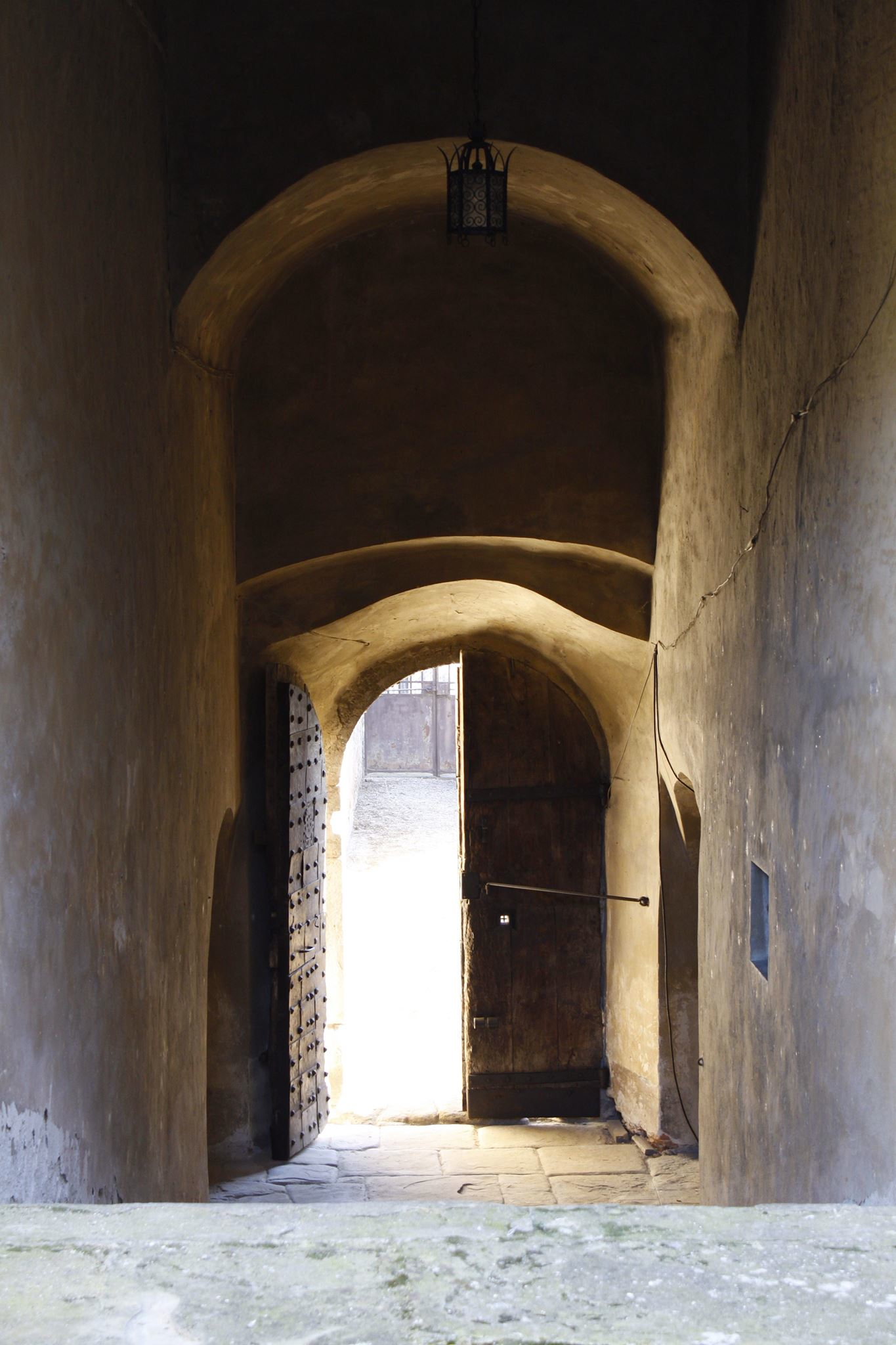
Porta di accesso alla Fortezza
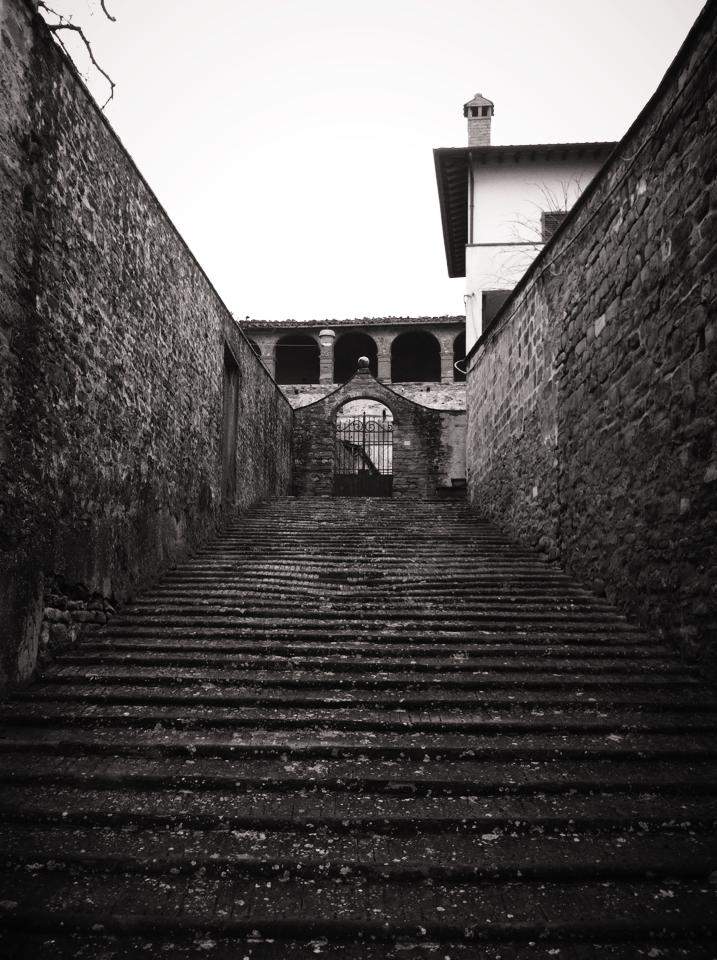
Scalinata di accesso alla Fortezza Medicea di Sansepolcro
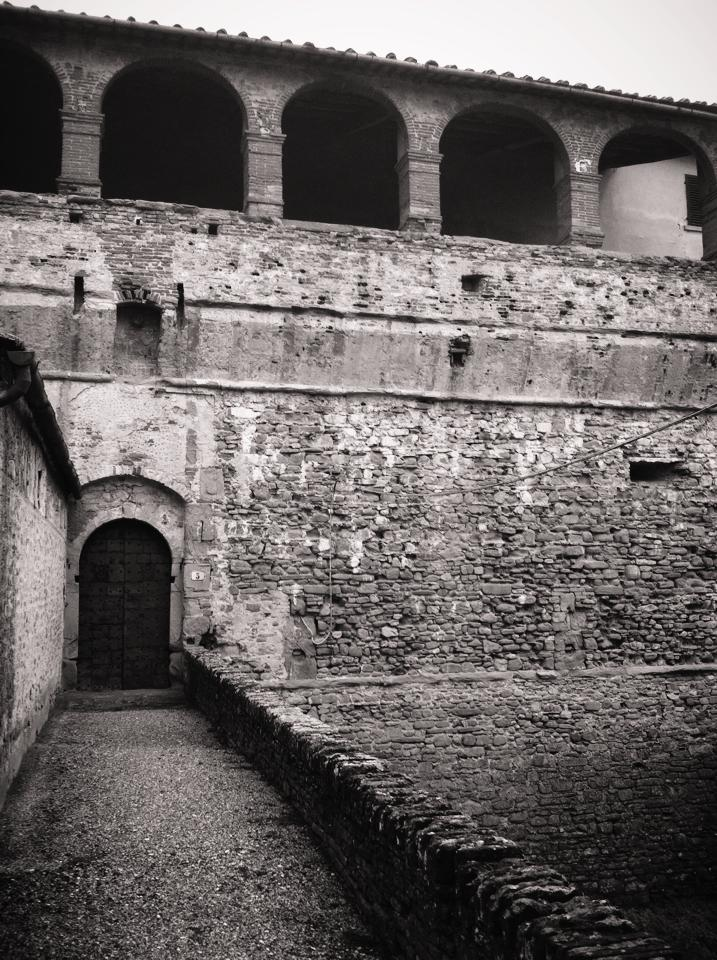
Passetto di ingresso alla Fortezza medicea di Sansepolcro